# Ángel Cruchaga Santa María
Ángel Cruchaga Santa María (Santiago, 23 de março de 1893 — Santiago, 5 de setembro de 1964) foi um poeta e cronista chileno.

## Prêmios
Ángel Cruchaga Santa María ganhou o Prêmio Nacional de Literatura do Chile em 1948.